# Lieven Mehus

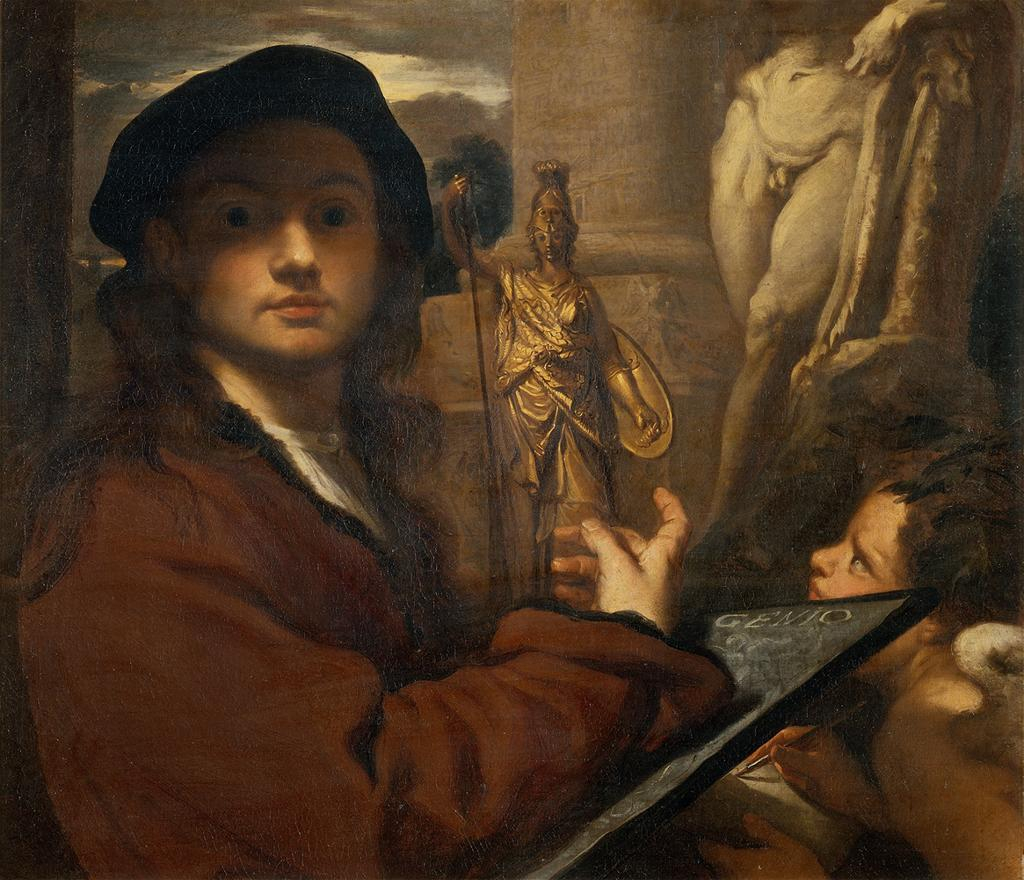
Allegorie van de cultuur, zelfportret.

Lieven Mehus (of Meus), ook wel bekend als Livio Mehus (Oudenaarde, circa 1630 - Florence, 7 augustus 1691), was een Vlaams barokschilder en graficus, die al vanaf jonge leeftijd in Italië werkte.

## Leven en werk
Mehus werd geboren in Oudenaarde. Rond 1640 volgde hij zijn ouders naar Italië, eerst naar Milaan en kwam in de leer bij een Carlo Flamenco, een schilder van krijgstaferelen van Vlaamse komaf. Vier jaar later ging hij naar Rome, waar hij les kreeg van Karel Philips Spierincks. Tijdens een bezoek aan Pistoia trok hij de aandacht van prins Matteo van Toscane (1613-1667), die hem vroeg te helpen bij de decoratie van het Palazzo Pitti te Florence, onder leiding van Pietro da Cortona.
Vanaf die tijd zou Florence een soort thuisbasis voor Mehus worden, waar diverse leden van de familie Medici optraden als zijn mecenas. Hij werkte er samen met Ciro Ferri en Salvator Rosa. Mehus reisde echter ook geregeld naar andere delen en steden van Italië. Zo verbleef hij enige tijd met een operagezelschap in Turijn, was hij in Venetië en maakte een reis door Noord-Italië. Diverse periodes werkte hij opnieuw ook in Rome, rond 1650 samen met Stefano della Bella.
Mehus schilderde veel religieuze en mythologische taferelen, maar ook portretten en landschappen. Hij werkte in een stijl die het midden hield tussen barok en maniërisme. Herkenbaar is ook het kleurgebruik van de Venetiaanse School. Diverse gebouwen en kerken in Florence werden mede door hem gedecoreerd. Hij overleed in 1691 te Florence. Zijn werk is onder andere te zien in het Uffizi, dat ook veel grafisch werk in bezit heeft.

## Portretten

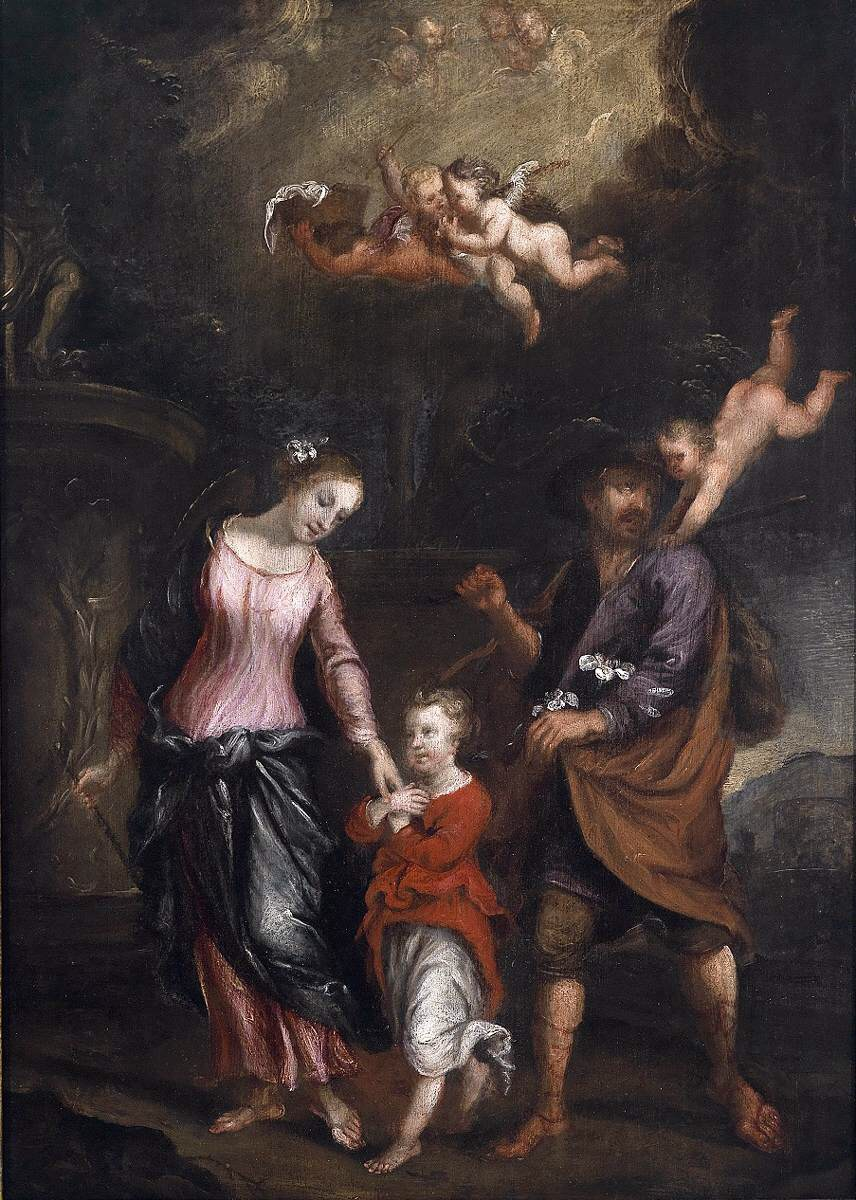
De Heilige Familie in Egypte
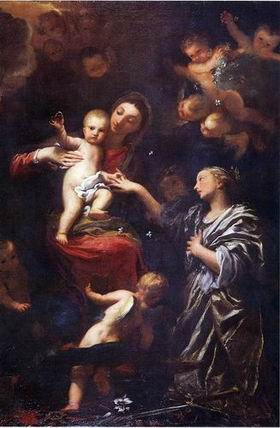
Het mystieke huwelijk van St. Catharina
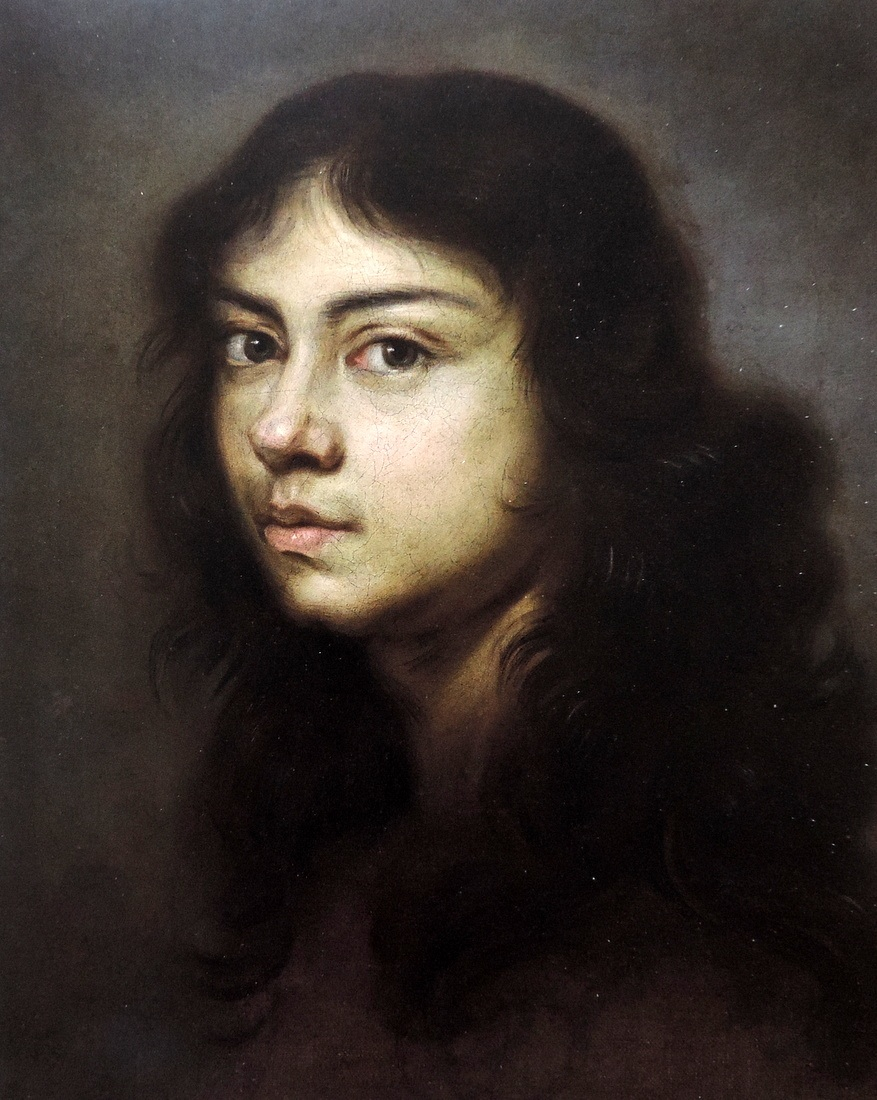
Portret van een jongeman
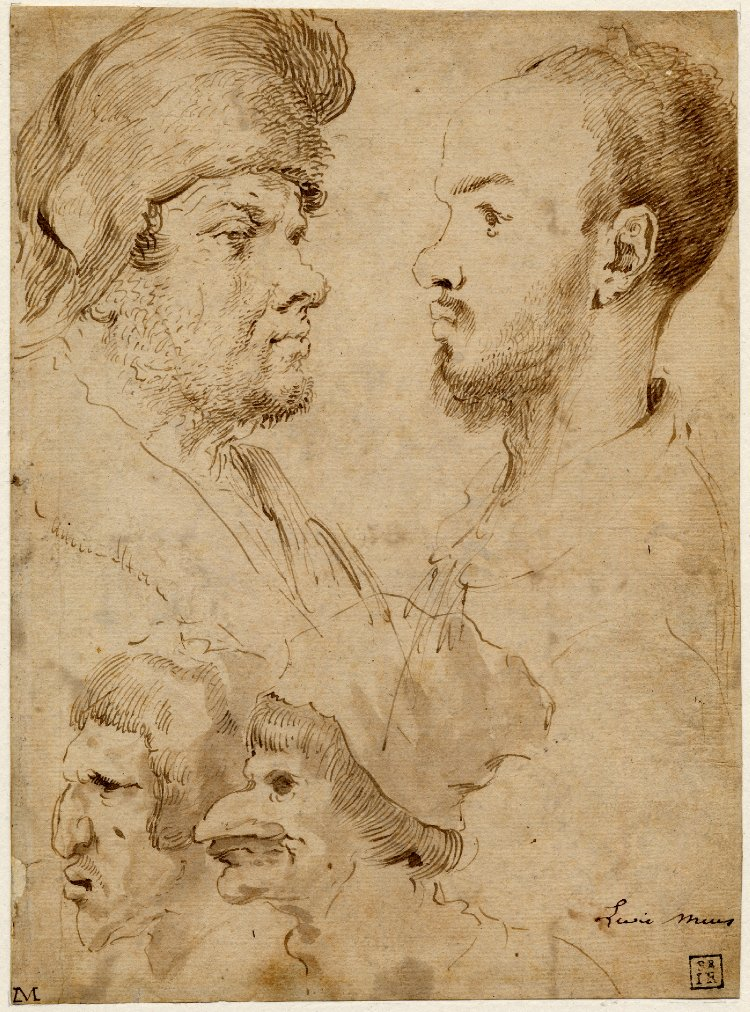
Studie van hoofden